# Landing Craft Assault

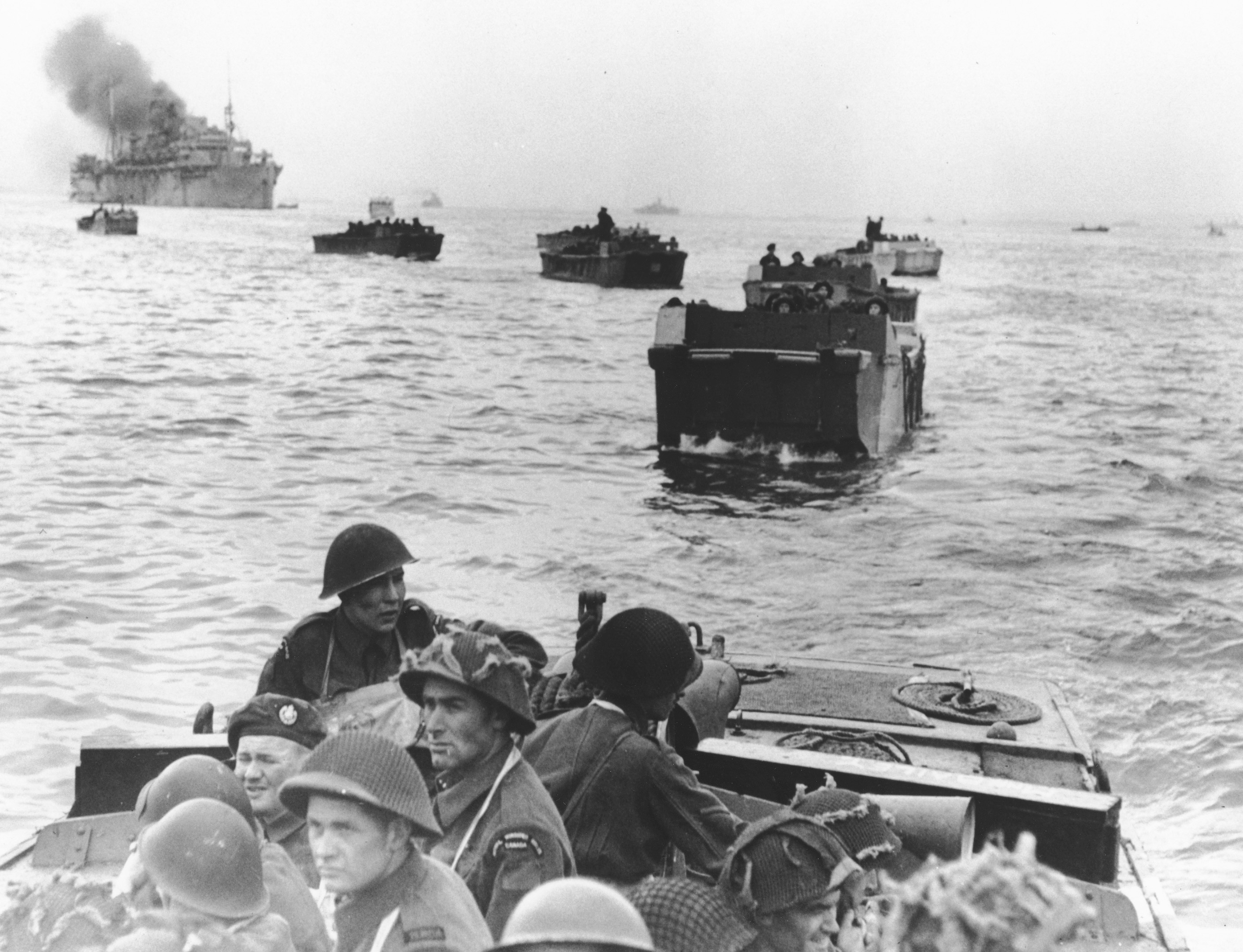
LCA (Landing Craft Assault) voor Juno beach in 1944

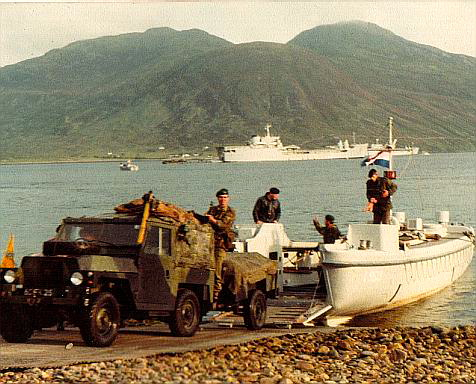
Nederlandse LCVP/LCA in gebruik bij het Korps Mariniers op oefening in Schotland 1978 lost een Engelse Land Rover op het strand.

Een Landing Craft Assault (LCA), tegenwoordig ook wel LCVP (Landing Craft Vehicle and Personnel) genoemd is een landingsvaartuig in gebruik bij diverse marine strijdkrachten over de gehele wereld. Het Nederlandse Korps Mariniers heeft er ook een aantal in gebruik.

Het is bestemd voor amfibische landingen vooral  uitgevoerd door mariniers maar ook door andere eenheden.
Een LCA is lichter en kleiner dan de landingsvaartuigen die bekendstaan als LCI's, LCT's, LSI's en LST's. De vaartuigen zijn over het algemeen tussen de 15 en 20 meter lang en 3 tot 4 meter breed, heeft meestal  een dieselmotor en één of twee schroeven en lichte boordbewapening.

## Geschiedenis
LCA's werden veelvuldig gebruikt tijdens landingen in Noord-Afrika, Sicilië, Anzio, Normandië en Vlissingen. Zij stonden aan dek van grote troepentransportschepen en Victory-schepen. Met kranen en laadbomen werden zij vanaf deze schepen in zee gezet. Langs klimnetten aan de scheepswand klommen de troepen vervolgens omlaag naar de landingsboten. Een bemanning van vier onderofficieren en matrozen aan boord van de LCA's moest trachten eventuele aanvallen te ontwijken en ervoor zorgen dat hun kameraden heelhuids aan land konden komen.
Opeengepakt stonden de troepen tijdens de overtocht te wachten in de LCA's, totdat het strand was bereikt en de voorklep openging. Zodra de manschappen van boord waren, werd de voorklep weer gesloten. Tijdens sommige landingsoperaties zijn door vijandelijk vuur veel dodelijke slachtoffers gevallen. Sommige manschappen werden geraakt zodra zij het landingsvaartuig verlaten hadden en verdronken nog voordat zij het strand konden bereiken.

## Hedendaags gebruik
Tegenwoordig worden LCA's/LCVP's vervoerd in Amfibische transportschepen. Deze zijn voorzien van een intern dok waarin de LCA/LCVP's beladen kunnen worden zodat het klimmen langs netten overbodig is geworden